# Iglesia Metodista Episcopal de San Pablo
La Iglesia Metodista Episcopal de San Pablo (también conocida como la Primera Iglesia Cristiana) es un edificio histórico perteneciente a la Iglesia Metodista Episcopal. Está ubicada en el 1327 de Leighton Avenue en Anniston, Alabama, Estados Unidos. Fue construido en 1888 y agregado al Registro Nacional en 1985.

## Descripción
Su nominación al Registro Nacional de Lugares Históricos lo describe como "una estructura gótica con influencias victorianas construida con sillería de arenisca, colocada en un sótano elevado de piedra ligeramente diferente, con un techo a dos aguas y dos frontones cruzados subordinados. La característica dominante es una entrada y campanario en el lado norte con una puerta gótica de arco apuntado, ventanas circulares con un diseño de Estrella de David en tracería en cada cara de la torre en la segunda etapa, y en la tercera etapa, horizontal. Revestimiento de madera que reemplazó las lancetas triples perforadas originales en la abertura del campanario alrededor de 1940. La aguja de pizarra también es un reemplazo, y los pináculos que se elevaban desde la torre se han ido".
Fue construido bajo la supervisión del maestro cantero inglés Simon Jewell, quien también trabajó en otras dos grandes iglesias de piedra arenisca en Anniston. También es un propiedad contribuidora del Distrito histórico residencial de East Anniston.